# خورشیدگرفتگی ۱۲ دسامبر ۱۸۷۱
خورشیدگرفتگی ۱۲ دسامبر ۱۸۷۱ (به انگلیسی: Solar eclipse of 12 December 1871) یک خورشیدگرفتگی از نوع خورشیدگرفتگی کلی بود. این خورشیدگرفتگی در تاریخ ۱۲ دسامبر ۱۸۷۱ روی داد که زمان اوج آن، ساعت ۴:۰۳:۳۸ به‌وقت ساعت هماهنگ جهانی بوده‌است. مدت‌زمان و طول این خورشیدگرفتگی ۰۴ دقیقه و ۲۳ ثانیه بود.